# C/1892 F1 Denning
C/1892 F1 Denning è una cometa non periodica scoperta il 18 marzo 1892 dall'astrofilo britannico William Frederick Denning. Nel marzo del 1892 il suo nucleo ha raggiunto la 13a. Unica sua particolarità è di avere una MOID molto stretta con il pianeta  Saturno.